# Anastasija Petryk
Anastasija Ihorivna Petryk (in ucraino Анастасі́я Іго́рівна Пе́трик?; Odessa, 4 maggio 2002) è una cantante ucraina, nota per aver vinto il Junior Eurovision Song Contest del 2012.

## Discografia

### Album
- Nastja Petryk (2010)

### Singoli
- Oh! Darling (2010)
- I Love Rock 'n' Roll (2010)
- When You Believe (ft. Viktoria Petryk) (2011)
- Nebo" (Небо) (2012)
- Peremoha" (Перемога) (2013)
- Number One (Winner) (2013)